# Première Division 1918-1919 (Lussemburgo)
La Première Division 1918-1919 è stata la 9ª edizione del massimo campionato lussemburghese di calcio. La stagione è iniziata il 25 agosto 1918 ed è terminata il 23 febbraio 1919. La squadra Sporting Club Luxemburg ha vinto il titolo per la seconda volta nella sua storia.

## Formula
2 punti alla vittoria, un punto al pareggio, nessun punto alla sconfitta.
Le 6 squadre partecipanti si affrontano in un girone di andata e ritorno, per un totale di 10 giornate.

L'ultime classificata retrocede direttamente in 2. Division.

## Classifica finale
|                        | Pos. | Squadra               | Pt | G  | V | N | P | GF | GS | DR  |
| ---------------------- | ---- | --------------------- | -- | -- | - | - | - | -- | -- | --- |
| Lussemburgo (bandiera) | 1.   | Sporting Luxembourg   | 16 | 10 | 7 | 2 | 1 | 18 | 12 | +6  |
|                        | 2.   | Fola Esch             | 13 | 10 | 6 | 1 | 3 | 28 | 14 | +14 |
|                        | 3.   | Jeunesse Esch         | 12 | 10 | 4 | 4 | 2 | 24 | 12 | +12 |
|                        | 4.   | Hollerich Bonnevoie   | 9  | 10 | 3 | 3 | 4 | 18 | 17 | +1  |
|                        | 5.   | Racing Club Luxemburg | 7  | 10 | 2 | 3 | 5 | 14 | 26 | -12 |
|                        | 6.   | Young Boys Diekirch   | 3  | 10 | 0 | 3 | 7 | 4  | 25 | -21 |

Legenda:

      Campione del Lussemburgo 1917-1918

      Retrocessa in 2. Division 1918-1919

### Tabellone
|                       | FOL | JEU | HOL | RAC | SPO | YOU |
| Fola Esch             |     | 3-0 | 4-3 | 6-1 | 1-3 | 2-1 |
| Jeunesse Esch         | 0-0 |     | 1-1 | 3-0 | 2-3 | 7-0 |
| Hollerich Bonnevoie   | 1-3 | 1-3 |     | 1-1 | 1-1 | 1-0 |
| Racing Club Luxemburg | 3-2 | 3-3 | 1-6 |     | 1-2 | 1-1 |
| Sporting Luxembourg   | 1-0 | 1-5 | 3-0 | 2-1 |     | 1-0 |
| Young Boys Diekirch   | 1-7 | 0-0 | 0-3 | 0-2 | 1-1 |     |